# Marin Sirdani
Marin Sirdani (ur. 17 stycznia 1885 w Gusinju, zm. 14 lutego 1962 w Szkodrze) – albański franciszkanin, duchowny i teolog katolicki, nauczyciel oraz publicysta; jeden z najwybitniejszych albańskich etnografów, w swoich pracach opisywał między innymi życie Skanderbega.

## Życiorys
Kształcił się w kolegium franciszkańskim w Szkodrze, następnie wstąpił do zakonu franciszkańskiego oraz podjął studia teologiczne i filozoficzne na Uniwersytecie w Grazu lub na Uniwersytecie Wiedeńskim; studia ukończył w 1909 roku. Wrócił na teren Albanii, gdzie przyjął święcenia kapłańskie oraz pełnił posługę kapłańską, następnie pracował jako nauczyciel w Troshanie. Po I wojnie światowej nauczał historii oraz religii katolickiej w szkoderskiej szkole Illyricum, której był dyrektorem w latach 1932–1938.
Podczas II wojny światowej publikował materiały etnograficzne i folklorystyczne dla czasopism Hylli i Dritës oraz Leka. Po przejęciu przez Mehmeta Shehu stanowiska premiera Albanii w 1954 roku, wydano nakaz aresztowania Marina Sirdaniego z powodu przynależności do zakonu franciszkańskiego oraz pełnienia posługi kapłańskiej. Miał być początkowo skazany na roboty przymusowe, jednak karę zamieniono na 2 lata pozbawienia wolności. Po odbyciu wyroku miał negocjować z władzami w kwestii statusu Kościoła katolickiego w Albanii, jednak z powodu wyrażenia sprzeciwu ponownie trafił do więzienia, z którego został zwolniony pod koniec 1959 lub na początku 1960 roku.
Zmarł 14 lutego 1962 roku w Szkodrze z powodu gruźlicy.

## Prace
- Për historinë kombëtare[3][4][9]
- Vepra kombëtare e Françeskanëve[4]
- Legjenda e Gjergj Kastriotit (1925)[5][1]
- Skenderbegu mbas gojëdhanash (1926)[4][9]
- Zêmbra e Skanderbegut (1931)[2]
- Kërkim mí vorrin e Skanderbegut (1932)[2]
- Nji rival i Skanderbegut (1932)[2]
- Në shka fajiset Skanderbegu (1935)[2]
- Vepra atdhetare e Françeskanvet në Shqipëri (1940)[3]
- Shqipnia e Shqiptarëve (1941)[3][5][9]
- Historija e provincës françeskane në Shqipëri (1942)[4][5]

Kilka tysięcy stron jego rękopisu została spalona przez funkcjonariuszy Sigurimi, a według Zefa Pllumiego, 5 lub 6 prac Sirdaniego było niewydanych.

## Wybrane publikacje
- Kontributi i katolikëve në Shqipëri[3][5]
- Për çka fajësohet Skënderbegu[4][5][1]
- Nora e Kelmendit[3][4][5]
- Varri i Skënderbeut[4][5]

## Życie prywatne
Syn Dakë i Marii Smajli; matka zmarła we wczesnym dzieciństwie Marina. Miał młodszego brata Aleksandra.